# جون إف. كاري
جون إف. كاري (بالإنجليزية: John F. Curry)‏ هو عسكري أمريكي، ولد في 22 أبريل 1886 في نيويورك في الولايات المتحدة، وتوفي في 4 مارس 1973 في كولورادو في الولايات المتحدة.